# Гуртовенко Ернест Андрійович
Гуртовенко Ернест Андрійович (народився 10 грудня 1928 р., помер 20 січня 1994 р.) — провідний спеціаліст у галузі фізики Сонця, професор, доктор фізико-математичних наук, один із перших наукових співробітників Головної астрономічної обсерваторії НАН України.

## Біографія

Сонячний телескоп Ернеста Гуртовенка, ГАО

Народився у с. Баштечки Жашківського району на Черкащині, у сім'ї сільського вчителя. Після закінчення у 1952 р. фізичного факультету Київського державного університету був зарахований до аспірантури ГАО і під керівництвом А. О. Яковкіна виконав роботу з дослідження 40-см астрографа. Результати цих досліджень лягли в основу кандидатської дисертації, яку Е. А. Гуртовенко захистив у 1955 р. і цього ж року став співробітником ГАО. У 1975 р. він захистив докторську дисертацію на тему «Поле швидкостей і будова сонячної фотосфери».
У 1983 р. Е. А. Гуртовенко перейшов на викладацьку роботу і очолив кафедру астрономії Київського державного університету. Проте і наукової роботи в ГАО він не залишив: був за сумісництвом головним науковим співробітником.
Згодом Гуртовенко Е. А. цілком присвятив себе науковій діяльності й очолив в ГАО відділ фізики Сонця.
Постійною турботою вченого було оснащення відділу першокласним спостережним обладнанням: у 1966–1968 рр. за його участю створено сонячний монохроматор подвійної дифракції, у 1983–1985 рр. на Високогірній спостережній базі на піку Терскол встановлено спеціалізований сонячний телескоп для абсолютних вимірювань спектру Сонця, а в 1985–1990 рр. — великий горизонтальний сонячний телескоп.
Помер Гуртовенко Ернест Андрійович 20 січня 1994 р. у Києві.

## Просвітницька діяльність
Працюючи у ГАО Гуртовенко Е. А. одночасно був завідувачем кафедри астрономії у Київському державному університеті ім. Т. Г. Шевченка.
За роки керування кафедрою, маючи великий досвід і глибокі знання, він на своїх завжди цікавих лекціях зумів прищепити любов до астрономії багатьом студентам.
Згодом перейшовши в ГАО, де Гуртовенко Е. А. очолив відділ фізики Сонця, він виростив цілу плеяду науковців й спеціалістів високого класу в різних областях пов'язаних з вивченням Сонця та сонячної активності.

## Наукові досягнення
Е. А. Гуртовенко — автор близько 110 наукових робіт, в тому числі трьох мографій, серед яких є монографія «Фраунгоферовий спектр та система сонячних сил осциляторів», де було подано огляд основних результатів та проблем дослідження фраунгоферових ліній у спектрі Сонця.
Про його міжнародний авторитет як вченого свідчить і те, що він входив до складу наукових комітетів багатьох симпозіумів МАС, був головою оргкомітету Симпозіуму МАС № 138, який з успіхом відбувся у Києві в 1989 р., багато років керував секцією «Сонце» Астрономічної ради СРСР.
Е. А. Гуртовенко мав наукові та урядові нагороди, але найвищою нагородою є його всесвітнє визнання як дослідника Сонця. У 1990 р. за цикл робіт «Фраунгоферовий спектр Сонця та побудова сонячної атмосфери» Гуртовенко Е. А. посмертно було удостоєно Премії НАН України імені М. П. Барабашова".